# 有机酸
有機酸（organic acid）是一些具有酸性的有机化合物。最常见的有机酸为羧酸和磺酸，其酸性源於羧基（-COOH）与磺酸基（-SO2OH），后者酸性较强。
有机酸一般为弱酸，但也有例外，如三氟乙酸接近于强酸，三氟甲磺酸為超強酸。大部分有機酸屬於弱電解質。
有機酸可與醇反應生成酯，此過程稱為酯化反應。
有機酸的通式是 Cn-1H2n-1COOH，n可以等於1以上 (含1)的整數。

## 常見的有機酸
| n= (n為碳數) | 有機酸 Cn-1H2n-1COOH |
| ------------ | -------------------- |
| 1            | 甲酸 (蟻酸) HCOOH    |
| 2            | 乙酸 (醋酸) CH3COOH  |
| 3            | 丙酸 C2H5COOH        |
| 4            | 丁酸 C3H7COOH        |
| 5            | 戊酸 C4H9COOH        |

- 甲酸 (蟻酸)
- 乙酸 (醋酸)